# 201省道 (广西壮族自治区)
广西S201省道，简称富梧线，是广西壮族自治区北南纵向省道之一。北起贺州市富川瑶族自治县，终点在梧州市，主要控制点包括富川、古城、莲山、白沙、望高、钟山、回龙、凤翔、公会、樟木林、富罗、 马江、木格、京南、倒水、梧州等。